# Chrysocharis polita
Chrysocharis polita är en stekelart som först beskrevs av Howard 1897.  Chrysocharis polita ingår i släktet Chrysocharis och familjen finglanssteklar. Inga underarter finns listade i Catalogue of Life.